# Ernesto Moneta
Ernesto Teodoro Moneta, född 20 september 1833 i Milano, död 10 februari 1918 i Milano, var en italiensk journalist och fredsaktivist, mottagare av Nobels fredspris 1907.

## Biografi
Moneto deltog i andra italienska frihetskriget och tyska enhetskriget, förvärvade sedan doktorsgraden i rättsvetenskap, tillhörde 1860 som generalstabsofficer Garibaldis här och deltog 1866 även i slaget vid Custoza. Det lidande han bevittnade under sin militära karriär fick honom att 1887 grunda Società Internazionale per la Pace,  som skulle propagera för nedrustning, ett nationernas förbund och skiljedomsförfarande vid konflikter. 1867 blev han redaktör för det lilla folkbladet Secolo, som han redigerade till 1896 och gjorde till en inflytelserik och betydande tidning. 1897 började han ge ut halvmånadstidskriften La vita internazionale, ägnad åt arbetet för fredsidén. Moneto har bildat ett stort antal fredsföreningar samt verksamt deltagit i världsfredskongresserna. Bland hans verk märkes Le guerre, le insurrezione e la pace nel secolo XIX (3 bd). Inte desto mindre propagerade han för såväl Italiens krig mot Turkiet 1911 (p.g.a.  målet att bringa civilisation till Libyen) som landets inträde i första världskriget (för att slå ned centralmakternas imperialistiska avsikter).
Moneta grundade tidskriften Vita internazionale och utgav bland annat Le guerre.
1907 erhöll Moneta halva Nobels fredspris.